# Катерина Тюдор (принцеса Англії)
Кетерина Тюдор (нар. 2 лютого 1503, Тауер — 10 лютого 1503, Тауер) — восьма і остання дитина короля Англії Генріха VII і його дружини Єлизавети Йоркської вона народилася в Лондонському Тауері.
Її мати померла наступного дня після смерті Катерини. Єлизавета тужила по старшому сину Артуру, який помер перш ніж вона завагітніла у восьмий раз, у неї виникла післяпологова інфекція та, 11 лютого 1503 вона померла в день свого тридцять сьомого дня народження.
Старшими братами і сестрами Катерини були: Артур, Маргарита, Генріх, Єлизавета, Марія, Едуард і Едмунд.